# Monika Ševčíková
Monika Ševčíková (* 1. ledna 1959 Praha) je česká malířka.

## Život a kariéra
Vystudovala malbu na Akademii výtvarných umění v Praze (1978–1984) u profesorů Karla Součka a Radomíra Koláře. Koncem osmdesátých let se zúčastnila několika legendárních Konfrontací ve Svárově. Vystavuje již od poloviny 80. let; v roce 1989 se účastnila na výstavě Minulost a budoucnost Vinohradské tržnice v Praze a v roce 1990 v projektu Česká alternativa (ÚLUV Praha). Z poslední doby lze zmínit účast na sympóziu Proudění v Řehlovicích a zejména desetiletou retrospektivní výstavu v galerii Tinta v roce 2012 či výstavu v galerii Nová síň (2013, společně s Janem Tobolou).

## Výstavy

### Kolektivní
- 1985/05 – 1985/10 Vyznání životu a míru. Přehlídka československého výtvarného umění k 40. výročí osvobození Československa Sovětskou armádou, Praha, Praha
- 1985/09 – 1985/10 Vyznání životu a míru. Přehlídka československého výtvarného umění k 40. výročí osvobození Československa Sovětskou armádou, Dom kultúry, Bratislava (Bratislava)
- 1986/01/09 – 1986/02/09 Nová tvorba '85. Z výsledků tvůrčích pobytů mladých výtvarných umělců, Galerie Vincence Kramáře, Praha
- 1986/10/10 – 1986/10/12 Konfrontace V, Statek Milana Periče, Svárov (Kladno)
- 1988/07/08 – 1988/08/07 Salón pražských výtvarných umělců '88, Park kultury a oddechu Julia Fučíka, Praha
- 1990/01/27 – 1990/02/04 Výstava výsledků stipendií za rok 1989 – malíři, sochaři, grafici, Lidový dům, Praha
- 1994/03/15 – 1994/03/27 Informační konzerva, Galerie mladých, U Řečických, Praha
- 2005/10/13 – 2005/10/23 Aukce Oficiální umění 1960–1989, Výstava dražených uměleckých děl, Galerie Peron, Praha

### Samostatné
- 1989 Umělecké studio Rubín, Praha
- 1990 Galerie mladých, Praha
- 1991 Klub školství, Praha
- 1992 Divadlo Labyrint, Praha
- 1992 Galerie mladých, Praha
- 1992 HAMU – Lichtenštejnský palác, Praha
- 1993 Divadlo pod Palmovkou, Praha
- 1995 Galerie bratří Čapků, Praha
- 2000 Černá labuť, Praha
- 2001 Beseda, Praha
- 2003 Galerie Rozehnal[2]
- 2004 HAMU-Lichtenštejnský palác, Praha
- 2012 Tinta, Praha – Desetiletá tvorba Moniky Ševčíkové[4]
- 2013 Nová síň, Praha – Monika Ševčíková a Jan Tobola[5][6]

### Dražba/Aukce/Bazar
- 2005/10/23 Mladé umění 1998–2005 Oficiální umění 1960–1989, Mánes, Praha